# Paradox van Epimenides
De paradox van Epimenides is een bekende logische paradox en de eerste bekende leugenaarsparadox. De paradox is de volgende uitspraak, gedaan door de Kretenzische filosoof Epimenides, een uitspraak die geciteerd wordt in de brief van Paulus aan Titus 1:10.
Oudgrieks: Κρῆτες ἀεὶ ψεῦσται, Krètes aei pseustai, Kretenzers liegen altijd
Epimenides was een presocratische filosoof.

## Uitwerking
Een paradox is een ogenschijnlijke tegenspraak. Als we deze uitspraak letterlijk interpreteren, dus als:

Alle uitspraken van alle Kretenzers zijn altijd gelogen.

dan is het inderdaad zo dat de uitspraak, die immers gedaan is door een Kretenzer, zichzelf tegenspreekt: de uitspraak zegt van zichzelf dat hij niet waar is, dus kan niet waar zijn. De uitspraak gedaan door een Kretenzer kan alleen waar zijn als we hem niet letterlijk interpreteren, bijvoorbeeld als: Kretenzers liegen vaak, maar niet altijd. De tegenspraak verdwijnt.

## Geschiedenis
Van Epimenides, die rond 600 voor Christus in Knossos leefde, is een lang gedicht Κρητικά, Cretica, overgeleverd, wat ongeveer is te vertalen als 'Over Kreta', en waarin hij zijn eilandgenoten niet spaart. Hij verdedigt de opvatting dat Zeus onsterfelijk is:

Ze hebben een tombe voor u opgericht, o heilige en hoge, 
 de Kretenzers, altijd leugenaars, gemene beesten, vadsige buiken dat het zijn! 
 Maar gij zijt niet dood: gij leeft altijd voort, 
 want in u leven en bewegen wij en hebben ons bestaan.

Callimachus gebruikt in zijn Hymne op Zeus dezelfde regel.
De apostel Paulus is blijkbaar bekend met deze uitspraak, want hij schrijft in zijn Titus 1:12:

Iemand uit hun kring, hun eigen profeet, heeft gezegd: 'Leugenaars zijn de Kretenzers altijd, gemene beesten en luie buiken.' Dit getuigenis is waar.

Juist deze toevoeging vestigt er de aandacht op dat de uitspraak, letterlijk genomen, onmogelijk waar kan zijn. Overigens werden logische paradoxen door de Grieken al uitgebreid besproken. Vanaf het eind van de 12e eeuw komt ook in West-Europa een uitgebreide discussie over deze en andere logische paradoxen op gang, die in die tijd insolubilia, onoplosbaarheden, werden genoemd. De paradox van Epimenides is sindsdien een veel gebruikt voorbeeld van logische strijdigheid, ook in moderne werken zoals Gödel, Escher, Bach.

## Vereenvoudigde versie
Een vereenvoudigde en verscherpte versie van Epimenides' paradox is de leugenaarsparadox. Deze luidt: Deze bewering is onwaar. waarbij 'deze bewering' naar zichzelf verwijst. Iets duidelijker is
|  | De bewering die met groene letters op de pagina Paradox van Epimenides van de Nederlandstalige Wikipedia staat is onwaar. |

Deze bewering is noch waar, noch onwaar of in een paraconsistente logica beide tegelijk. Een andere bekende is als Pinokkio zegt: Mijn neus gaat nu groeien. Als zijn neus daadwerkelijk gaat groeien, heeft hij de waarheid gesproken, maar zijn neus groeit niet als hij de waarheid spreekt, wat het dus weer een leugen maakt.
Als zijn neus niet groeit, liegt hij, waardoor zijn neus groeit, zodat hij dus weer de waarheid spreekt.